# Manfred H. Grieb
Manfred H. Grieb (* 6. Februar 1933 in Würzburg; † 20. Februar 2012 in Nürnberg) war ein deutscher Unternehmer und Kunstsammler und der Herausgeber des Nürnberger Künstlerlexikons.

## Leben
Grieb absolvierte von 1947 bis 1950 eine kaufmännische Lehre und lernte Fremdsprachen an Sprachinstituten und als Gasthörer an der Universität Würzburg. Von 1951 bis 1969 war er als angestellter Kaufmann in Deutschland und Südamerika tätig. 1969 machte er sich selbständig mit einer kleinen Ladenkette und einer Druckerei für Glückwunschkarten, Geschenkartikel, Briefpapieren u. a. (Firma  „karten-vitrine“).
Nach dem Verkauf seines Unternehmens 1992 war er als Kunstsammler (Nürnberger Stadtansichten) und Galerist („Fränkische Bilder-Galerie Grieb & Popp OHG“) tätig und arbeitete am vierbändigen Nürnberger Künstlerlexikon mit über 20.000 Einträgen, das nach der Veröffentlichung 2007 rasch zu einem Standardwerk zur Stadtgeschichte von Nürnberg wurde. Wegen seiner Auslassungen bei Künstlern mit nationalsozialistischer Vergangenheit wird das Werk auch kritisiert.
1996 wurde Grieb Mitglied im Pegnesischen Blumenorden. Von 2000 bis 2008 war er dessen Vizepräsident, 2007 erhielt er dafür das Ehrenkreuz des Blumenordens. 2009 gründete er einen Förderverein zur Errichtung eines Kulturhistorischen Museums in Nürnberg. Er wurde auf dem Johannisfriedhof in Nürnberg beigesetzt.

## Schriften (Auswahl)
- (Hrsg.): Nürnberger Künstlerlexikon. Bildende Künstler, Kunsthandwerker, Gelehrte, Sammler, Kulturschaffende und Mäzene vom 12. bis zur Mitte des 20. Jahrhunderts. 4 Bände, Saur, München 2007, ISBN 978-3-598-11763-3.